# تونیا هاردینگ
تونیا هاردینگ (انگلیسی: Tonya Harding؛ زادهٔ ۱۲ نوامبر ۱۹۷۰) اسکیت‌باز نمایشی روی یخ بازنشستهٔ اهل ایالات متحده آمریکا است.
او در مسابقات جهانی ۱ مدال کسب کرده‌است. بزرگترین افتخار او در المپیک سال ۱۹۹۱ بود که تونیا هاردینگ توانست اولین زن آمریکایی و دومین زن جهان بعد از میدوری ایتو باشد که حرکت تریپل اکسل را انجام می‌دهد.
سال ۱۹۹۴ همسر سابقش بدون اطلاع تونیا توانست مقداری پول به شخصی به نام شیین استنت بدهد تا به وسیله باتوم به نانسی کریگان که هم تیمی تونیا هاردینگ بود از ناحیه زانو آسیب بزند. اما تونیا هاردینگ از این اتفاق کاملاً بی‌خبر بود. او با آسیب دیدگی نانسی کریگن توانست در مسابقات قهرمانی جهان در سال ۱۹۹۴ نتیجه بگیرد. هر دو برای المپیک ۱۹۹۴ نروژ کسب سهمیه کردند. تونیا مقام هشتم المپیک نروژ را کسب کرد و نانسی که توانسته بود تا المپیک از آسیب‌دیدگی زانو به حالت سلامت برگردد مدال نقره را دریافت کرد. تونیا هاردینگ ادعا کرد نقشی در ماجرای آسیب رساندن به نانسی کریگان نداشته ولی به تلاش برای ایجاد اخلال در مراحل دادرسی اعتراف کرد. او مجبور شد ۱۶۰ هزار دلار جریمه بدهد، سه سال تحت نظر باشد و پانصد ساعت خدمات اجتماعی انجام دهد. هاردینگ تا پایان عمر از انجمن اسکیت بازان آمریکا کنار گذاشته شد.
فیلم سینمایی من، تونیا ساخته سال ۲۰۱۷ با بازیگری مارگو رابی مرور دقیقی به زندگی تونیا و ماجرای سال ۱۹۹۴ می‌کند.
همسر سابق تانیا از روابط خصوصی زناشویی خودشان که تانیا در آنجا لباس عروس به تن دارد فیلمبرداری کرده و بعد از طلاق در اختیار عموم قرار داد.

## زندگی شخصی
تونیا با جِف گیلولی در ۱۸ مارس ۱۹۹۰ هنگامی که تنها ۱۹ سال داشت ازدواج کرد و در ۲۹ اوت ۱۹۹۳ از یکدیگر جدا شدند.
تونیا با مایکل اسمیت در ۱۹۹۵ ازدواج کرد و در ۱۹۹۶ جدا شدند.
تونیا با جوزف مارس در ۲۳ ژوئن ۲۰۱۰ ازدواج کرد و اولین فرزند پسر آن‌ها به نام گُردُن در ۲۰۱۱ به دنیا آمد.